# 俱卢族

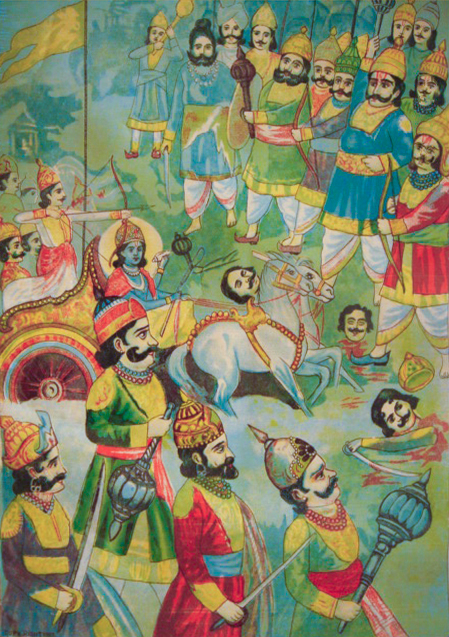
般度族、俱卢族之争

俱卢族（IAST： 㤭罗婆）在梵语中意为俱卢之子孙后代。该词有两个含义，一指俱卢国王持国之诸子，另也可指俱卢王的全部后裔。其中，以難敵、难降、廣耳（विकर्ण）、尚武与女儿杜沙罗（दुःशला）最为人熟知。

## 传说
一次，广博仙人（即毗耶娑）前往象城拜访公主甘陀利时，得后者周全招待。仙人颇为感激，欲向甘陀利赐福；后者闻言表示其希望得到一百个同其夫一般强健的儿子。仙人应许后，她成功怀胎，但两年过去仍无皇子诞下。此时，般度之妻贡蒂运用向神明求子之术，与阎摩成功诞下皇子坚战。甘陀利终于分娩后，却发现其生出了一块毫无生气的肉块。正当其精神崩溃而欲弃之时，毗耶娑出现并告知其愿望并不会落空。他令其准备一百个装满酥油的瓶子，而后其会将此肉块切为一百块，这一百块便会变为一百个儿子。甘陀利又向仙人讨要一位女儿，仙人应其愿而切为了一百零一块，并分别放入瓶中。
两年后，以难敌为首的一百位皇子依次降生。诸皇子啼哭时，林中的各类野兽开始咆哮，各种不祥预兆開始出現。持国之弟维度罗表示，这些孩子的出生就意味着俱卢的灭亡，故希望两人遗弃，遭到反对。同日，贡蒂产下次子怖軍，而一位吠舍种姓女侍与持国诞下一子尚武。俱卢诸子常因有一吠舍为母而对尚武施以嘲讽。
除尚武之外，俱卢诸子皆在俱卢之战中丧生。

## 引注